# Begovača
Begovača is een plaats in de gemeente Berek in de Kroatische provincie Bjelovar-Bilogora. De plaats telt 34 inwoners (2001).